# Taurus-Express

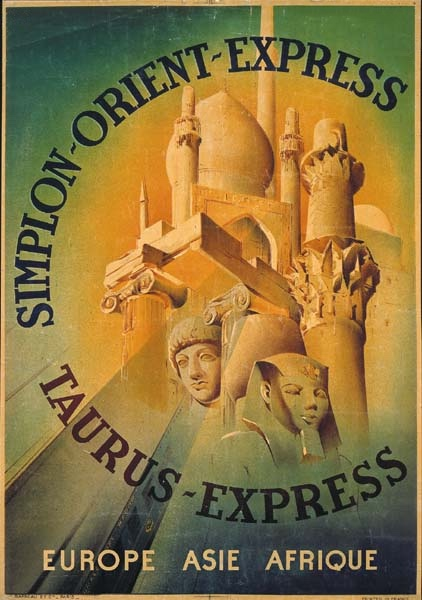
Werbeplakat für den Simplon-Orient- und den Taurus-Express aus den 1930er Jahren

Route des Taurus-Express 1930

Der Taurus-Express (türkisch Toros Ekspresi) war ab 1930 ein internationaler Schnellzug, der die Türkei, Syrien und den Irak verband. Von 1982 bis 2008 fuhr unter diesem Namen ein innertürkischer Fernzug zwischen Istanbul und Gaziantep.

## Linienführung

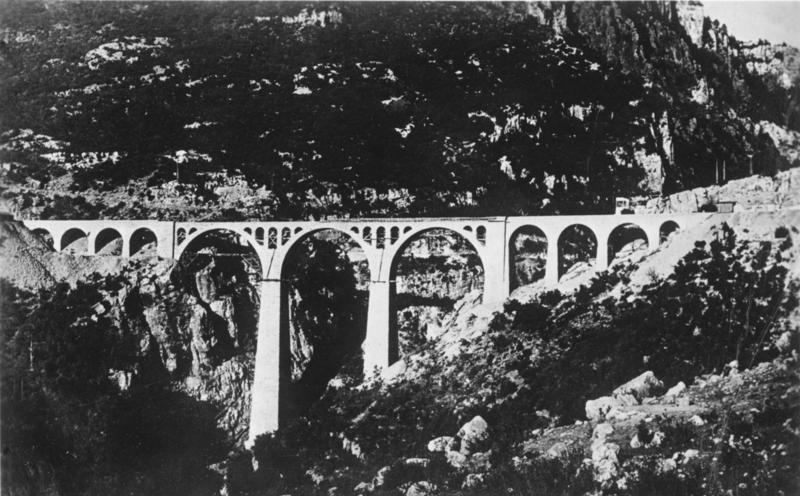
Giaurdere-Viadukt im Taurus-Gebirge (1935)

Zunächst verkehrte der Zug von Istanbul-Haydarpaşa über Konya, also über die gesamte Länge der Bagdadbahn, ab 1935, nachdem die Verbindung von Boğazköprü an der Strecke Ankara – Sivas nach Ulukışla an der Bagdadbahn fertiggestellt war, verkehrte der Taurus-Express über die neue türkische Hauptstadt und nicht mehr über Konya. Spätestens seit 1999 wurde die nun nur noch innertürkische Verbindung wieder über Konya geführt.

## Geschichte
Der Taurus-Express wurde nach dem Taurusgebirge benannt, das er technisch hoch aufwendig auf der Bagdadbahn quert. Der Zug fuhr zum ersten Mal am 15. Februar 1930, fahrplantechnisch wurde in Istanbul der Anschluss per Fähre über den Bosporus an den Simplon-Orient-Express hergestellt. In Aleppo wurde der Zug geteilt, ein Teil der Wagen lief bis Rayak, wo Anschluss über die Libanonbahn nach Damaskus und Beirut bestand. Mit Autobussen konnte zudem Haifa erreicht werden. Ab Haifa bestand eine durchgehende Schienenverbindung mit dem „Cairo Express“ nach Kairo, der auch einen CIWL-Schlafwagen führte.
Der andere Zugteil fuhr ab Aleppo über die Strecke der Cenup Demiryolları entlang der türkisch-syrischen Grenze nach Nusaybin. Fahrgäste nach Bagdad mussten zwischen Nusaybin und Kirkuk noch für zwei Tagesetappen in Autos umsteigen. Ab Kirkuk wurde die Fahrt auf der Meterspurbahn nach Bagdad fortgesetzt. Der durchgehende Schienenstrang wurde erst 1940 fertiggestellt. Am 17. Juli 1940 konnte der Zug erstmals durchgehend verkehren. 1960 wurde eine innertürkische Abkürzungstrecke über Gaziantep fertiggestellt. Seitdem war der Umweg über Aleppo für den Zugteil nach Bagdad nicht mehr erforderlich.
Aufgrund politischer Spannungen verkehrte der Zug seit 1982 nur noch als innertürkische Verbindung. 2001 bis zum Zweiten Golfkrieg 2003 soll ein wöchentliches Zugpaar in der Verbindung Mardin – Mossul – Bagdad bestanden haben. Bis 2008 fuhr der Taurus-Express dreimal wöchentlich zwischen Istanbul-Haydarpaşa und Gaziantep.

## Angebot
Die durchlaufenden Kurswagen wurden ursprünglich von der Compagnie Internationale des Wagons-Lits (CIWL) gestellt. Unter deren Regie gab es Kurswagenläufe von Muslimiye über Aleppo nach Rayak, wo Anschluss an die Libanonbahn nach Damaskus bestand. Später gab es auch Kurswagen, die ab Aleppo nach Tripoli und Beirut geführt wurden. Die CIWL gab den letzten dieser Dienste 1972 auf. Zuletzt führte der Zug einmal wöchentlich einen Kurswagen Istanbul – Aleppo und zurück. Dieser Kurswagen verkehrte noch Ende Dezember 2007 auf der Gesamtstrecke Istanbul – Aleppo und ist seit Juni 2008 endgültig eingestellt.

## Zukunft
2002 wurde in einem Abkommen der türkischen und der irakischen Eisenbahn die Wiederaufnahme der Direktverbindung von Istanbul nach Bagdad beschlossen. Doch der Dritte Golfkrieg und anschließend der Bürgerkrieg in Syrien verhinderten bis jetzt, dass dieser Plan umgesetzt wird. Der Taurus-Express innerhalb der Türkei wurde durch die TCDD im Juni 2008 mit der Begründung langfristiger Bauarbeiten eingestellt und der Betrieb seitdem nicht wieder aufgenommen.

## Rezeption
Den wohl berühmtesten literarischen Niederschlag fand der Zug in den Werken von Agatha Christie. Sie fuhr ab 1928 mehrfach von Großbritannien mit dem Orient-Express nach Istanbul und mit dem Taurus-Express weiter nach Syrien, wo ihr zweiter Mann, der bekannte Archäologe Max Mallowan, Ausgrabungen leitete. Die Reiseerlebnisse schildert sie in ihrer 1946 erschienenen Autobiographie „Come, tell me how you live“ („Erinnerung an glückliche Tage“), und sie verarbeitete sie in einigen ihrer Romane. Unter anderem beginnt hier der Roman Murder on the Orient Express, deutsch: Der rote Kimono, inzwischen besser bekannt als Mord im Orient-Express.